# 中铁大桥勘测设计院
中铁大桥勘测设计院集团有限公司，簡稱中铁大桥院，注册地位于武汉，隶属于中国铁路工程总公司旗下的上市公司中国中铁股份有限公司。业务性质为勘察、设计、监理咨询。2017年，公司总资产23.20亿元，净资产5.78亿元，净利润1.13亿元。